# Bloodrock (album)
Bloodrock je eponymní debutové studiové album americké hard rockové skupiny Bloodrock. Album vyšlo v březnu 1970 u Capitol Records. Album produkoval Terry Knight. V roce 1995 vyšlo album na CD u Repertoire Records.

## Seznam skladeb
| Pořadí | Název                           | Délka |
| ------ | ------------------------------- | ----- |
| 1.     | Gotta Find a Way                | 6:34  |
| 2.     | Castle of Thoughts              | 3:31  |
| 3.     | Fatback                         | 3:24  |
| 4.     | Double Cross                    | 5:19  |
| 5.     | Timepiece                       | 6:00  |
| 6.     | Wicked Truth                    | 4:48  |
| 7.     | Gimmie Your Head                | 2:44  |
| 8.     | Fantastic Piece of Architecture | 8:49  |
| 9.     | Melvin Laid an Egg              | 7:27  |

## Sestava
- Jim Rutledge – bicí, zpěv[2]
- Lee Pickens – kytara, zpěv
- Nick Taylor – kytara, zpěv
- Eddie Grundy – baskytara, zpěv
- Stevie Hill – klávesy, zpěv